# Northglenn (Colorado)
Northglenn es una ciudad ubicada en el condado de Adams en el estado estadounidense de Colorado. En el año 2000 tenía una población de 31.575 habitantes y una densidad poblacional de 1643 personas por km².

## Geografía
Northglenn se encuentra ubicada en las coordenadas 39°53′51″N 104°58′55″O / 39.89750, -104.98194.

## Demografía
Según la Oficina del Censo en 2000 los ingresos medios por hogar en la localidad eran de $48.276, y los ingresos medios por familia eran $52.888. Los hombres tenían unos ingresos medios de $36.214 frente a los $28.231 para las mujeres. La renta per cápita para la localidad era de $20.253. Alrededor del 5,4% de la población estaban por debajo del umbral de pobreza.